# Jesús María Aristín Seco
S.E.R. Mons. Jesús María Aristín Seco, C.P. (Santa Cecilia del Alcor, Palencia, España, 25 de diciembre de 1954) es un religioso pasionista español, que actualmente se desempeña como obispo vicario apostólico de Yurimagüas, nombrado para esta sede misionera por el Santo Padre Francisco en el año 2020.

## Biografía
Se formó en el Seminario Menor de los Pasionistas de Euba (Vizcaya). Estudió teología en la Universidad de Deusto en Bilbao y se licenció en la Universidad Gregoriana de Roma. Posteriormente se licenció en Psicología Clínica por la Universidad Nacional de Educación a Distancia de Madrid.
El 14 de abril de 1979 realizó su profesión perpetua en la Congregación de la Pasión. Fue ordenado sacerdote el 23 de septiembre de 1979.
Como sacerdote fue vicario parroquial en la parroquia de la Pasión de Bilbao; misionero en Tarapoto, en la Prelatura de Moyobamba de Perú; vicario parroquial del Triunfo de la Santísima Cruz, de la misma ciudad, y posteriormente párroco en la misma; párroco de San José de Sisa y vicario episcopal para las provincias de San Martín y Lamas; secretario de Misiones y procurador Provincial de Misiones en España; secretario general de Misiones en la Oficina de Solidaridad y Misiones Pasionistas de la Curia General en Roma. 
Administrador apostólico sede vacante et ad nutum Sanctae Sedis del Vicariato Apostólico de Yurimaguas. En 2020, el papa Francisco lo nombró vicario apostólico para esa sede. Será consagrado obispo el 8 de diciembre de ese mismo año.